# Shoreview (Minnesota)
Shoreview es una ciudad ubicada en el condado de Ramsey en el estado estadounidense de Minnesota. En el Censo de 2010 tenía una población de 25043 habitantes y una densidad poblacional de 763,03 personas por km².

## Geografía
Shoreview se encuentra ubicada en las coordenadas 45°5′5″N 93°8′3″O / 45.08472, -93.13417. Según la Oficina del Censo de los Estados Unidos, Shoreview tiene una superficie total de 32.82 km², de la cual 27.9 km² corresponden a tierra firme y (14.98%) 4.92 km² es agua.

## Demografía
Según el censo de 2010, había 25043 personas residiendo en Shoreview. La densidad de población era de 763,03 hab./km². De los 25043 habitantes, Shoreview estaba compuesto por el 87.44% blancos, el 2.24% eran afroamericanos, el 0.36% eran amerindios, el 7.16% eran asiáticos, el 0.03% eran isleños del Pacífico, el 0.6% eran de otras razas y el 2.18% pertenecían a dos o más razas. Del total de la población el 2.16% eran hispanos o latinos de cualquier raza.